# Свадебный джаз
«Свадебный джаз» (англ. The Wedding Gig) — рассказ американского писателя Стивена Кинга, впервые опубликованный в журнале Ellery Queen's Mystery Magazine в 1980 году. В 1985 году вошёл в авторский сборник «Команда скелетов» (англ. Skeleton Crew). Этот рассказ является одним из немногих в творчестве Кинга, действие которого происходит во времена «сухого закона» в США.

## Сюжет
Рассказ ведётся от лица лидера джаз-банда выступающего в «тихих» барах Америки. В один из вечеров, когда группа играла в маленьком ресторанчике в семидесяти милях от Чикаго, к ним подошёл местный гангстер, Майк Сколли (англ. Mike Scollay) и попросил сыграть на свадьбе своей сестры пообещав заплатить 200 долларов. Майк объяснил, что он переплачивает по двум причинам, во-первых, его собирается убить Грек (англ. Greek), лидер конкурирующей группировки, во-вторых, его сестра по имени Мурин (англ. Maureen) — толстуха, и эта свадьба, её единственный шанс выйти замуж. Поскольку Майк не желает слушать возражений, главный герой рассказа соглашается на эту работу.
В следующую пятницу группа приехала в Чикаго, в зал «Сыновья Эрина», где проходило празднование свадьбы. В разгар веселья, в зале появился человек по имени Деметрис Казенос (англ. Demetrius Katzenos), который подошёл к Майку и сказал, что его прислал Грек. Деметрис просит Майка не убивать его, так как он пришёл не по своей воле: Грек похитил его жену и пообещал убить её, если он не передаст от него послание Сколли. В своём послании Грек тяжело оскорбил Мурин, и тогда Сколли, в ярости выхватив пистолет, выбегает на улицу, собираясь поехать и отомстить обидчику, но поблизости уже поджидали люди Грека, которые тут же убили его. Во время перестрелки музыканты убежали из зала.
Рассказ заканчивается повествованием о дальнейшей судьбе Мурин и её мужа Рико (англ. Rico). Мурин сумела захватить власть в банде и жестоко убила Грека, после чего она создала криминальную империю, соперничавшую с империей Аль Капоне. Умерла Мурин в 1933 году от инфаркта, а Рико через год посадили.